# Trompel

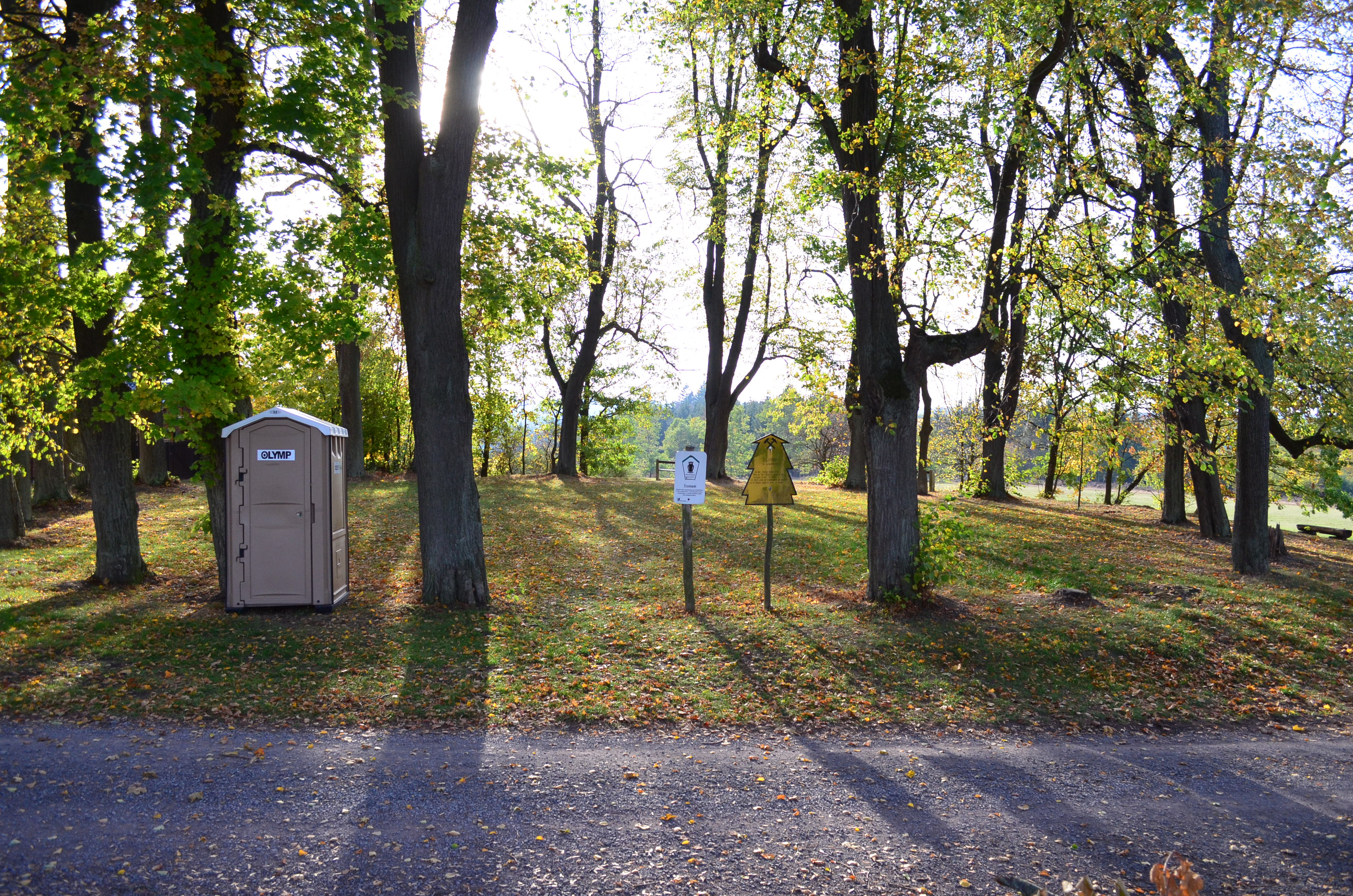
Trompel

Der oder die Trompel ist eine kreisrunde Anpflanzung von Ahorn- und Lindenbäumen um das 3. Lichtloch des Schwefelstollens in der Nähe von Harzgerode.

## Geschichte
Die als Naturdenkmal unter Schutz stehende Anlage wurde um 1880 angepflanzt, als das Lichtloch verfüllt wurde.